# Litoria paraewingi
Litoria paraewingi är en groddjursart som beskrevs av Watson, Loftus-Hills och Murray Littlejohn 1971. Litoria paraewingi ingår i släktet Litoria och familjen lövgrodor. IUCN kategoriserar arten globalt som livskraftig. Inga underarter finns listade i Catalogue of Life.